# 李中 (1979年)
李中（1979年7月1日—），臺灣作家、編劇、導演。畢業於 國立臺灣師範大學附屬高級中學、國立政治大學社會學系、哥倫比亞大學藝術學院電影創作研究所導演組。就讀高中期間即開始從事文字著作，陸續出版多部散文；就讀研究所後至今，則開始從事電影、紀錄片和廣告的編導。曾師事於導演鈕承澤和侯孝賢，在其身邊擔任助理導演和攝影場記等工作。2009年執導的短片《麻糬》獲得第32屆金穗獎最佳劇情短片和最佳導演及紐約33屆亞美影展最佳短片獎。2015年，首部劇情長片《青田街一號》上映。

## 家庭生活
父親為作家和編劇小野(本名李遠)，母親為作家鄭麗貞，妹妹為作家兼設計師李華(筆名李亞)。2010年結婚，育有兩個小孩。

## 文字著作

### 個人作品
- 1997年3月 《比聯考更無聊的事》
- 1998年7月 《李中的第二腦》
- 1999年6月 《沒有愛情的日子》
- 2000年10月 《惡男日記》(2013年改編為電視劇《惡男日記》)
- 2004年8月 《爽兵報到─替代役男教戰手冊》

### 合著
- 1999年6月 《臭企鵝VS.大屁股》(與小野合著)
- 1999年12月 《守望2000年──12位作家與未來世紀的對話》 (與小野，王安憶，吳念真，張曼娟，張維中，詹宏志，楊明，蔡智恆，鄭清文，歐陽林，蘇童合著)
- 2000年2月 《中等野蠻──臭企鵝vs.大屁股2》(與小野合著)

## 電影

### 導演作品
- 2006年 短片《廢墟迷藏》(入選美國芝加哥Reel Short短片影展、美國棕櫚泉短片影展會外賽)
- 2009年 短片《麻糬》(獲得第32屆金穗獎最佳劇情短片和最佳導演、紐約33屆亞美影展最佳短片獎；入圍美國學生奧斯卡，2009台北電影獎、美國獨立影展Slamdance 電影節短片)
- 2011年 短片《五樓之二》
- 2012年 紀錄片《蘭陵劇坊》(入圍2012台北電影節紀錄片獎)
- 2015年 長片《青田街一號》(獲得102年度徵選優良電影劇本獎、金馬創投、2013富川國際奇幻影展官方競賽長片及創投NAFF現金獎；入圍2015台北電影獎、瑞士盧卡諾國際影展大廣場（Piazza Grande）單元)
- 2018年 VR短片《董仔的人》(入選2018金馬影展、2019翠貝卡影展)
- 2019年 長片《大體臨門 （页面存档备份，存于）》(原名喜從天降，2019金馬奇幻影展開幕片)

### 編劇作品
- 2006年 短片《廢墟迷藏》
- 2009年 短片《麻糬》
- 2011年 短片《五樓之二》
- 2015年 長片《青田街一號》

### 助理導演
- 2010年 長片《艋舺》幕後花絮
- 2012年 長片《愛》幕後花絮
- 2015年 長片《刺客聶隱娘》助理導演

## 電視劇

### 編劇作品
- 2013年 《惡男日記》

## 舞台劇
- 《怪物》

## 主持作品
- 台北之音
- 台北電台

## 獎項
| 年份   | 頒獎典禮         | 獎項         | 影片           | 結果 |
| ------ | ---------------- | ------------ | -------------- | ---- |
| 2015年 | 第17屆台北電影獎 | 最佳導演獎   | 《青田街一號》 | 提名 |
| 2015年 | 第52屆金馬獎     | 最佳新導演獎 | 《青田街一號》 | 提名 |

## 相關網站
- 李中的Facebook （页面存档备份，存于）
- 放映週報：《青田街一號》導演李中 （页面存档备份，存于）
- 《青田街一號》李中：世界上99％的事情不需要天份，只要有熱情就好 （页面存档备份，存于）